# Clube Esportivo Aimoré
O Clube Esportivo Aimoré é um clube brasileiro de futebol, sediado na cidade de São Leopoldo, no estado do Rio Grande do Sul. Suas cores são azul e branco.

## História
O Clube Esportivo Aimoré foi fundado no dia 26 de março de 1936 em São Leopoldo, região da grande Porto Alegre por Emílio Dietrich, Nelson Presser, João Ignácio da Silveira, Armando Jost, Plínio Hauschild, Orlando Haas, Alcides Cunha, Felisberto Ramos Filho, Rubem Presser, Walter Haas, Aníbal Lopes Diniz, Djalmo Luiz da Silva e Werner Schmidt.
O primeiro nome sugerido para o clube foi Malga Foot-Ball Clube, sendo alterado no dia da fundação para Clube Esportivo Aimoré. A primeira sede situava-se em um prédio ao lado de um armazém pertencente a João Ignácio da Silveira, primeiro presidente do Aimoré, no número 1.058 da Rua do Comércio (atual Rua Dr. Hillebrand, no Bairro Rio dos Sinos).
O primeiro campo do Aimoré localizava-se em uma chácara de propriedade de Henrique Bier, no atual Bairro Campina. O campo era rodeado por eucaliptos e foi utilizado pelo clube até 1940. Posteriormente, foi adquirido um terreno de propriedade da família Gernhardt, no Bairro Rio dos Sinos, onde foi construído o primeiro estádio do Aimoré: a Taba Índia, que recebeu jogos do Aimoré até 1961.
O primeiro jogo da história do Aimoré ocorreu em 5 de abril de 1936, derrota para o Voluntários por 3 a 1. A primeira equipe de futebol era assim formada: Romeu Alfen; Osvaldo Oliveira e Darcy Mugica; João Sassen, Nelson Presser e Emílio Silva; Rubem Schneider, Aníbal Lopes Diniz, Dilermando Reis, Victor Crusius e Rubem Presser.
A primeira vitória ocorreu no dia 3 de maio, um a zero sobre o Sport Club Lombagrandense.
A década de 1950 marca o início da profissionalização do Aimoré. Em 1953, o Internacional, através do seu presidente Ephraim Pinheiro Cabral, convidou o Aimoré para integrar a elite do futebol gaúcho (então chamada Divisão de Honra). Foi uma resposta ao Grêmio, que dias antes fizera o convite ao maior rival do Aimoré da época, o Floriano (atual Novo Hamburgo). No mesmo ano, seria realizado o primeiro "Clássico do Rio dos Sinos", em 19 de abril, com derrota do Aimoré para Floriano por 6 a 1. Geada (4 vezes), Soligo e Martins marcaram os gols da equipe de Novo Hamburgo, enquanto Charuto anotou o gol solitário do Aimoré.
No final de 1955, o Aimoré jogaria pela primeira vez fora do estado, ao realizar excursão à Santa Catarina, onde perdeu apenas uma partida. Em 1959, foi vice-campeão do Campeonato Citadino de Porto Alegre.

### Estádio Cristo Rei
O lançamento da pedra fundamental do atual estádio do Aimoré ocorreu em 1958. Através do empresário João Correa da Silveira, o Aimoré conseguiu a elaboração gratuita da planta para a nova praça de esportes do clube, feira pela empresa construtora Dietschi.
Em 1959, dirigentes do Aimoré tentaram um empréstimo de dez milhões de cruzeiros junto à Caixa Econômica Federal, para a construção de seu novo estádio, no Bairro Cristo Rei. Porém, ao descobrir que o empréstimo sairia caro aos cofres do clube, os dirigentes desistiram da oferta e resolveram arrecadar dinheiro através de campanhas entre dirigentes e associados.
No dia 26 de março de 1961, data do 25º aniversário do Aimoré, foi inaugurado o Estádio João Correa da Silveira, popularmente conhecido como Cristo Rei, em uma partida amistosa do clube com o Internacional. O Aimoré venceu por 1 a 0, com gol marcado pelo centroavante Uga, aos 44 minutos do primeiro tempo.
Ainda em 1961, o Aimoré realizou uma excursão à Argentina, disputando oito partidas, obtendo 4 vitórias, 2 empates e 2 derrotas. Estreou em solo argentino perdendo para o Huracán por 1 a 0. Em seguida, viajou para Tandil, onde venceu um selecionado local por 3 a 1, gols de Toruca, Osquinha e Bira. Empatou por 1 a 1 com o Boca Juniors no La Bombonera, com gol do centroavante Uga.
Na sequência, perdeu para o River Plate por 2 a 0. Em San Rafael, o Aimoré fez 3 a 0 na seleção local, com gols de Uga, Sebastião e René. Em San Juan, contra uma seleção da cidade, vitória por 2 a 1, gols de André Heinz e Parobé. Em nova partida com a Seleção de San Juan, o Aimoré venceu por 3 a 0 (dois gols de Uga e um de Daudt). No último jogo na Argentina, empate em 1 a 1 contra a Seleção de Mendoza. Sérgio Moacir Torres Nunes era o treinador na excursão.

### Recomeço no futebol
Após os anos 70 o Aimoré entrou em um declínio financeiro e técnico, caindo para a segunda divisão gaúcha algumas vezes. Após a queda em 1994 o clube entrou em crise, licenciando-se do futebol profissional em 1997. Em 2006 o Índio Capilé retornou aos campos, iniciando um processo de reestruturação de seu departamento de futebol.
Após cair, em 2011, para a terceira divisão do Gauchão, o Aimoré investiu forte e se sagrou campeão da Segundona (Terceira Divisão) em 2012. Em 2013 o Índio Capilé faz história, termina a Divisão de Acesso em 3º lugar e retorna, após duas décadas, ao Gauchão.
O Aimoré permaneceu dois anos na Primeira Divisão do Campeonato Gaúcho, mas em 2016, após vencer apenas uma partida, empatar quatro e perder oito, o Índio Capilé foi rebaixado novamente para a Divisão de Acesso do Gauchão.
O Aimoré em seu primeiro ano na Divisão de Acesso após o rebaixamento já conseguiu garantir o retorno à elite do futebol gaúcho em 2019.
Em 2023 o Aimoré foi rebaixado no Campeonato Gaúcho após uma derrota para o São Luiz por 2 a 1.

## Títulos
| ESTADUAIS             | ESTADUAIS                           | ESTADUAIS    | ESTADUAIS                     |
|                       | Competição                          | Títulos      | Temporadas                    |
| --------------------- | ----------------------------------- | ------------ | ----------------------------- |
|                       | Campeonato Gaúcho - Série B         | 1            | 2012                          |
| MUNICIPAIS            |                                     |              |                               |
|                       | Competição                          | Títulos      | Temporadas                    |
|                       | Campeonato Citadino de São Leopoldo | 5            | 1942, 1943, 1945, 1950 e 1951 |
|                       | Torneio Início de Porto Alegre      | 1            | 1964                          |
| CAMPANHAS DE DESTAQUE |                                     |              |                               |
|                       | Competição                          | Colocação    | Temporadas                    |
| Rio Grande do Sul     | Campeonato Gaúcho - Série A2        | Vice-campeão | 1981, 1987 e 2018             |

### Categorias de base
- Campeonato Gaúcho de Juniores (Sub-20): 2 (1981 e 1987)
- Campeonato Gaúcho de Juniores (Sub-19): 2015
- Taça Cidade de Canoas (Sub-17): 2007
- Torneio Megafest: 2000

 Campeão invicto

## Estatísticas

### Participações
| Competição        | Competição        | Temporadas | Melhor campanha           | Estreia | Última | P | R |
| Rio Grande do Sul | Campeonato Gaúcho | 36         | 4º colocado (1963 e 1966) | 1961    | 2023   |   | 4 |
| Rio Grande do Sul | Divisão de Acesso | 19         | Vice-campeão (3 vezes)    | 1952    | 2025   | 4 | 1 |
| Rio Grande do Sul | Segunda Divisão   | 1          | Campeão (2012)            | 2012    | 2012   | 1 |   |
| Rio Grande do Sul | Copa FGF          | 13         | Vice-campeão (2017)       | 2006    | 2024   |   |   |
| Brasil            | Copa do Brasil    | 1          | 1ª fase (2018)            | 2018    | 2018   |   |   |
| Brasil            | Série D           | 3          | 19° colocado (2022)       | 2021    | 2023   | – |   |

### Campeonatos disputados
- 2009 - Divisão de Acesso - Copa FGF
- 2010 - Divisão de Acesso - Copa FGF
- 2011 - Divisão de Acesso (caiu) - Copa FGF
- 2012 - Segunda Divisão (subiu)
- 2013 - Divisão de Acesso (subiu) - Copa FGF
- 2014 - Gauchão - Copa FGF
- 2015 - Gauchão - Copa FGF
- 2016 - Gauchão (caiu) - Copa FGF
- 2017 - Divisão de Acesso - Copa FGF (vaga na Copa do Brasil)
- 2018 - Copa do Brasil - Divisão de Acesso (subiu) - Copa FGF

## Presidentes
- nov 2008 / mai 2009 - Claudio Schein
- mai 2009 / nov 2010 - triunvirato de Telmo Hoefel, Sandro Cardoso e Sandro Borowski
- nov 2010 / nov 2012 - Márcio Picoli
- nov 2012 / nov 2014 - Felipe Becker
- nov 2014 / nov 2016 - André Schu
- nov 2016 / dez 2018 - Paulo Costa
- dez 2018 / dez 2020 - Ronaldo Vieira
- dez 2020 / set 2021 - Ronaldo Vieira
- set 2021 / nov 2022 - Werner Carvalho
- nov 2022 / jul 2023 - Sandro Borowski
- jul 2023 / dez 2024 - Paulo Costa
- dez 2024 / atual - Ronaldo Vieira